# Облога Бихача
Облога Бихача, Бихацький котел — трирічна облога північно-західного боснійського міста Бихач Армією Республіки Сербської, Армією Республіки Сербської Країни та боснійськими дисидентами на чолі з боснійським політиком Фікретом Абдичем протягом Боснійської війни 1992—1995 років. Облога тривала три роки, з червня 1992 по 4—5 серпня 1995 року, коли операція «Буря» завершила її після того, як хорватська армія (HV) змусила тікати сербських бунтівників у Хорватію та на північний захід від обложеного міста.
Центр досліджень і документації в Сараєві встановив, що з 1991 по 1995 роки в населених пунктах, які перебували в облозі (Бихач, Босанська Крупа, Цазін та Велика Кладуша), вбито або зникли безвісти 4856 осіб.

## Хронологія

### 1992 рік
Після проголошення сепаратистської Сербської республіки Сербська Країна в 1991 році на заході, жителям Бихача не дозволили перетнути цю територію. Крім того, після того, як у 1992 році боснійські серби проголосили Республіку Сербську на сході, громади Бихача, Босанської Крупи, Казіна та Великої Кладуши опинилися в оточенні з обох сторін, перетворившись на анклав. Дві сербські армії співпрацювали, щоб захопити боснійську територію між ними. Він був заблокований сербськими військами й підданий бомбардуванню, починаючи з 12 червня 1992 року. Як наслідок, жителі Бихача мусили жити в притулках, без електрики та водопостачання, отримуючи лише обмежену їжу. Час від часу спалахував голод. Повіт Бихач оголосив надзвичайний стан і сформував власну армію опору, V корпус.
Томіслав Дретар, етнічний хорват, організував захист хорватів у районі Бихача, став президентом Хорватського демократичного союзу (HDZ) Бихача, створив Хорватську раду оборони (HVO) Бихача. Хорватські підрозділи налічували загалом 1200 чоловік, організованих як менші підрозділи в складі 5-го Бихацького корпусу. Під його командуванням хорватські загони HVO входили до складу Армії Республіки Боснія і Герцеговина.

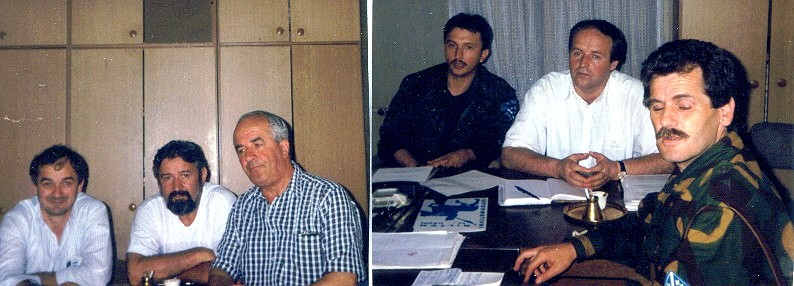
Військове президентство району Бихач під час однієї зустрічі в Казині (липень 1992 р.)

Снаряд, випущений із сербських позицій на пагорбі, розірвався в центрі міста 11 серпня 1992 року, поруч із будівлею, переобладнаною під притулок для боснійських жінок і дітей. Загинули п'ятеро людей, серед них троє дітей, 24 поранено. Майже щодня серби обстрілювали місто.
Регіон мав переважно боснійське населення, і з початку збройного конфлікту влітку 1992 року прибуло близько 35 000 переміщених осіб, більшість з яких — з контрольованих сербами територій навколо Баня-Луки та Санського Мосту. Натомість більшість сербів, близько 12 000 перед війною, виїхали з Бихача до Баня-Луки одночасно.

### 1993 рік
Визначення Сребрениці як безпечної зони розширили 6 травня 1993 року, щоб включити п'ять інших боснійських міст: Сараєво, Тузла, Жепа, Горажде та Бихач. Боснійський президент Алія Ізетбегович відкинув цю концепцію. Він сказав, що ці гавані стануть смертельними пастками, де біженці, які вважатимуть себе в безпеці, стануть легкою мішенню для сил боснійських сербів.
Протягом трьох років у Бихач було небагато транспортних конвоїв із продовольством, лише зрідка авіацією доставляли до жителів міста. Навколо лежали уламки від бомбардування. Біля будинків були насипані мішки з піском, а на розі вулиць розставлені бункери. Майже половину населення мобілізували в армію для оборони району. Автомобілі майже зникли з вулиць колись відносно квітучої громади. Діватися було нікуди, а палива мало. Майже всі телефонні лінії були відключені з 1991 року Розгортання військ ООН у цьому районі не допомогло: сербські сили в охоронній зоні ООН у Хорватії викрали конвой з допомогою, що прямував до Бихача у квітні 1993 року. Службовці ООН у справах біженців безпорадно стояли поряд, коли серби втекли з 19 тоннами їжі, переважно готової до вживання, і роздавали їжу хорватським сербам. Журналіст Маркус Таннер цинічно прокоментував, як серби з «захищеної ООН» Країни обстрілювали Бихач, «безпечну зону ООН».
Район Бихач, де проживало 170 000 осіб, не отримував підтримки від гуманітарних конвоїв ООН з травня 1993 року До 1993 року анклав прийняв 61 000 переміщених осіб або біженців з інших частин Боснії, що становило 27 відсотків усього його населення. У всьому районі Бихача був лише один госпіталь, який до грудня 1994 року вичерпав останні запаси продовольства та медичних препаратів, тому харчування хворих і поранених, понад 900 пацієнтів, обмежили одним прийомом їжі на день. Лікували лише найнебезпечніші випадки, а операції проводили під місцевою анестезією. У цій ситуації, без необхідного харчування та ліків, поширювалися інфекційні хвороби — туберкульоз, кишкові захворювання, гепатит, авітаміноз. Лікарня вже була не в змозі допомогти мешканцям району.
Анклав був додатково ослаблений, коли повстанські боснійські сили під проводом Фікрета Абдіча приєдналися до сербів у боях і створили автономну провінцію Західна Боснія на півночі.

### 1994 рік

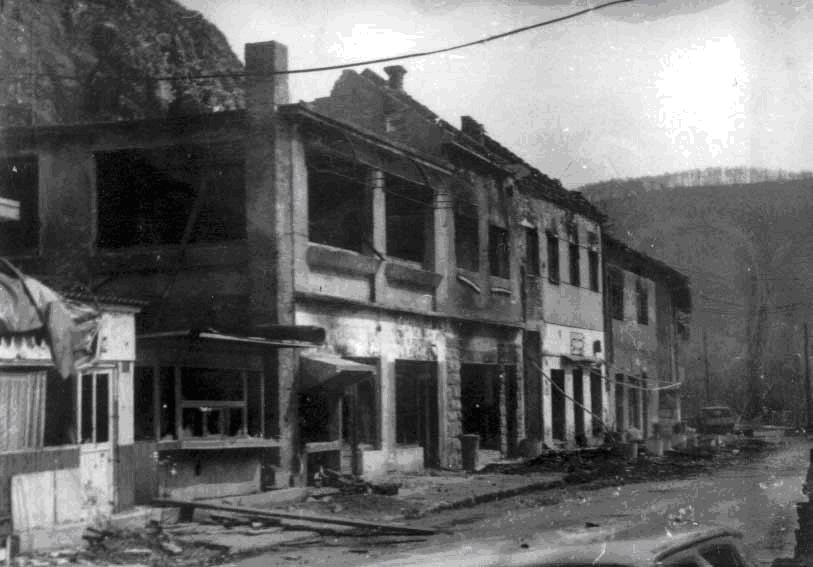
Босанська Крупа після війни

2 червня 1994 року 5-й корпус під командуванням Атіфа Дудаковича захопив територію Західної Боснії, а Фікрет Абдіч утік до Загреба в пошуках безпеки. Битва стала величезним успіхом для ARBiH, яка змогла розгромити сили Абдіча та зуміти витіснити сербські сили з Бихача та тимчасово скасувати Західну Боснію.
4 листопада 1994 року автономна провінція Західна Боснія була відновлена після контратаки сербів проти боснійських військ.
До 27 листопада 1994 року під час наступу сербські сили зайняли близько третини зони. Бої точилися менш ніж за 500 ярдів від госпіталю Бихач і наблизилися до штабу боснійського 5-го корпусу. Однак Рада Безпеки ООН не змогла дійти згоди щодо проєкту заяви, яка б засуджувала сербський обстріл і вхід у Бихач і закликала до їх виведення. План США розблокувати місто відхилили Франція та Велика Британія. Боснійсько-сербські сили спочатку встановили кінцевий термін 26 листопада до 19:00 для захисників міста, щоб здатися. Пізніше вони доповнили це новою пропозицією боснійсько-мусульманським військам здатися силам Фікрета Абдіча. Але мер Бихача Хамдія Кабілягіч відхилив капітуляцію, заявивши, що «це буде сигналом до масової бійні сербів». Тоді жителі Бихача почали блокувати вулиці деревами та спаленими автомобілями.
Майкл Вільямс, речник миротворчих сил ООН, сказав, що село Ведро Польє на захід від Бихача захопило підрозділ хорватських сербів наприкінці листопада 1994 року. Вільямс додав, що важкий танковий і артилерійський вогонь по місту Велика Кладуша на півночі анклаву Бихач вівся з боку хорватських сербів. Крім того, західні військові аналітики заявили, що серед вражаючого масиву боснійсько-сербських зенітно-ракетних систем, які оточували Бихацький анклав на хорватській території, була модернізована система SAM-2, ступінь складності якої свідчить про те, що її, ймовірно, туди привезли нещодавно з Белграда.
Оскільки операція Deny Flight не дозволяла використовувати винищувачі в Боснії, армія Республіки Сербської скористалася забороною, передавши авіаудари Армії Сербської Країни: вони завдали повітряних ударів з літаків, що базувалися на колишньому військовому аеродромі в Удбіні, на південь від Бихача, розташованому на території Хорватії, яка на той час контролювалася Республікою Сербська Країна. Сербська авіація скидала напалмові та касетні бомби. Попри те, що більшість боєприпасів була зі старих, ненадійних запасів і не вибухнула, атаки були явним порушенням забороненої для польотів зони. НАТО шукало способи відповісти, але його силам не дозволено проводити операції в повітряному просторі Хорватії, а через близькість Бихача до кордону сербські літаки могли атакувати Боснію, а потім повернутися в Хорватію, перш ніж бути перехопленими. Таким чином, НАТО було безсило зупинити вторгнення. Визнаючи ситуацію, Рада Безпеки ухвалила резолюцію 958, яка дозволила літакам НАТО працювати в Хорватії. Під керівництвом директора відділу матеріально-технічного забезпечення УВКБ ООН Пітера Волша агентству з питань біженців вдалося прорвати блокаду в грудні 1994 року та отримати 100 тонн цінної продовольчої допомоги. Це було важке завдання, якому заважали постійний вогонь зі стрілецької зброї та артилерії. Допомогу доставили в Казин для розповсюдження по області.
У Резолюції 959 Ради Безпеки Організації Об'єднаних Націй «висловлено занепокоєння з приводу ескалації нещодавніх бойових дій у районі Бихач та потоку біженців і переміщених осіб, що є результатом цього», і засуджено «порушення міжнародного кордону між Республікою Хорватія та Республікою Боснія і Герцеговина і вимагає, щоб усі сторони та інші зацікавлені сторони, і зокрема так звані сили сербів Країни, повністю поважали кордон і утримувалися від ворожих дій через нього».

### 1995 рік
23 липня 1995 року анклав знову потрапив під важкий танковий і мінометний вогонь, який офіційні особи ООН описали як «найсерйозніші бої в Боснії за останні місяці». Тисячі повстанців за підтримки 100 танків атакували там боснійські сили.

## UNPROFOR у Бихачі
14 вересня 1992 року Рада Безпеки Організації Об'єднаних Націй уповноважила UNPROFOR охороняти конвої з гуманітарною допомогою. У жовтні та листопаді 1992 року Франція сформувала «батальйон супроводу» з 1350 солдатами та 115 легкими броньованими машинами.
Французи пішли в жовтні та листопаді 1994 року, їх замінив батальйон з Бангладеш.

## Кінець облоги
Після падіння анклавів Сребрениця та Жепа у східній Боснії в липні 1995 року Хорватія почала скупчувати солдатів біля сербських позицій за межами анклаву, коли сербські війська з танками та артилерією обстрілювали позиції боснійського уряду. Метою було запобігти падінню анклаву Бихач. Так само хорватське та боснійське керівництво підписали договір про взаємну оборону — Сплітську угоду.
Облога завершилася операцією «Буря» 4–5 серпня 1995 року, що об'єднала боснійські сили під командуванням генерала Атіфа Дудаковича. Дудакович сказав: «Операція „Буря“ потрібна нам так само, як і Хорватії». Після закінчення блокади в цей район почали надходити харчі й медична допомога з Боснії та Хорватії, що нормалізувало життя людей, які там проживали.
Республіка Західна Боснія була повністю знищена під час спільних дій хорватсько-боснійської урядової армії 7 серпня 1995 року
Через місяць боснійські та хорватські сили здійснили подальший військовий прогрес у регіоні в рамках операцій «Сана» та «Містраль 2».

### Міжнародний трибунал
МТКЮ висунув Слободану Мілошевичу звинувачення в участі у спільній злочинній організації на тій підставі, що він «планував, підбурював, наказував, вчиняв або іншим чином допомагав і підбурював до планування, підготовки або виконання переслідувань несербів, головним чином боснійських мусульман і боснійських хорватів на території Бихача».
Генерал Ратко Младич також був звинувачений на підставі того, що він «планував, підбурював, наказував, вчиняв або іншим чином допомагав і підбурював до планування, підготовки або виконання переслідування боснійських мусульман, боснійських хорватів та інших несербських груп населення», серед яких у Бихач-Рипач.